# FIFA Series
Le FIFA Series, originariamente conosciute come FIFA World Series, sono una competizione calcistica a inviti biennale promossa dalla FIFA che prevede amichevoli internazionali tra nazionali di diverse confederazioni, che si svolgono a marzo di ogni anno pari. La prima edizione si è svolta nel marzo 2024.
La competizione riunisce le squadre nazionali maschili di tutte e sei le confederazioni FIFA in una serie di mini-tornei, ciascuno composto da quattro squadre, svolti in una sede centralizzata durante la finestra delle partite FIFA. La federazione fornisce sostegno finanziario alle squadre nazionali partecipanti ed è anche responsabile dell'organizzazione dei tornei insieme alla federazione ospitante.

## Storia
Il 16 dicembre 2022, la FIFA ha lanciato una proposta di competizione amichevole, denominata "FIFA World Series", per offrire alle piccole squadre nazionali di diverse confederazioni maggiori opportunità di giocare l'una contro l'altra. Il presidente della FIFA Gianni Infantino ha confermato la competizione il 16 marzo 2023. L'edizione inaugurale del 2024 presenterà cinque serie diverse, che si svolgeranno in quattro paesi ospitanti durante la finestra delle partite FIFA dal 18 al 26 marzo 2024. Il 19 marzo 2024, la FIFA ha annunciato che l'Egitto ospiterà le partite originariamente destinate a essere giocate negli Emirati Arabi Uniti.

## Squadre partecipanti
Legenda
- 1°, 2°, 3°, 4° – Classificazione finale di ciascuna squadra nel proprio torneo
- – Ospitatori della FIFA Series di quell'anno
- I – Invitato per il prossimo torneo

| AFC                      |      |
| Nazione                  | 2024 |
| Bhutan                   | 4°   |
| Brunei                   | 2°   |
| Cambogia                 | 4°   |
| Mongolia                 | 4°   |
| Sri Lanka                | 2°   |
| CAF                      |      |
| Nazione                  | 2024 |
| Algeria                  | 1°   |
| Capo Verde               | 1°   |
| Repubblica Centrafricana | 1°   |
| Egitto                   | 2°   |
| Guinea Equatoriale       | 3°   |
| Guinea                   | 1°   |
| Sudafrica                | 3°   |
| Tanzania                 | 3°   |
| Tunisia                  | 3°   |
| CONCACAF                 |      |
| Nazione                  | 2024 |
| Bermuda                  | 3°   |
| Guyana                   | 2°   |
| CONMEBOL                 |      |
| Nazione                  | 2024 |
| Bolivia                  | 2°   |
| OFC                      |      |
| Nazione                  | 2024 |
| Nuova Zelanda            | 4°   |
| Papua Nuova Guinea       | 3°   |
| Vanuatu                  | 4°   |
| UEFA                     |      |
| Nazione                  | 2024 |
| Andorra                  | 4°   |
| Azerbaijan               | 2°   |
| Bulgaria                 | 1°   |
| Croazia                  | 1°   |